# Дорошенко Микола Олександрович
Микола Олександрович Дорошенко (5 травня 1857, Суми, Харківська губернія — грудень 1898, Ростов-на-Дону) — російський архітектор.

## Життєпис
Народився 5 травня 1857 року в місті Суми Харківської губернії у дворянській родині статського радника.
Жив у Петербурзі, де закінчив Другу гімназію. У 1876 році вступив до Петербурзького будівельного училища, яке закінчив у 1882 році з чином X класу. З 1882 по 1885 рік працював діловодом при будівництві собору Воскресіння Христового в Петербурзі і в той же час служив у другому російському страховому товаристві.
В 1885 році переїхав до Ростов-на-Дону і зайняв місце молодшого міського архітектора, а з 1887 року — старшого архітектора цього міста .
Свою професійну діяльність Микола Дорошенко у місті розпочав із зведення будинків та особняків у «витонченому стилі» для багатих купців та підприємців. З них найбільш відомі: будинок Н. Ф. Солодова (пров. Газетний, 47); особняк П. С. Великанової (нині вул. Серафимовича, 15), будинок І. В. Кащенка (нині вул. Чехова, 41).
Надалі він створював проєкти та здійснював нагляд за будівництвом таких міських будівель як: Музей та бібліотеки у Думському проїзді (1893), клубна споруда — Ротонда у Міському саду (1893; нині зруйнована), чоловіча та жіноча гімназія, училища на Новому поселенні та на Затєрницькому поселенні (1893—1896).
У той же період Микола Дорошенко проєктував меморіальну альтанку на рештках валів Димитріївської фортеці в саду Комерційного клубу (нині Першотравневий парк). Сучасники стверджують, що йому належить і проєкт церкви Петропавлівської богадільні, яка була освячена навесні 1899 року.
Перебуваючи на посаді архітектора міста, Микола Дорошенко продовжував займатися і приватною архітектурною практикою. У 1897—1898 роках за проєктами архітектора було зведено особняк А. Домбровського на Пушкінській вулиці (нині музей образотворчого мистецтва по вул. Пушкінська, 119), будинок П. С. Чернової (вул. Б. Садова, 27), триповерховий прибутковий будинок на Московській вулиці (нині вулиця Московська, 72).
На замовлення міського голови Ростова-на-Дону Андрія Байкова, колишнього орендаря Кавказьких мінеральних вод, виконав проєкти скверу (1886) навколо пам'ятника Лермонтову в П'ятигорську та Пантелеймонівського храму (1887) в Єсентуках.
Плідно працював у Ростові-на-Дону, побудувавши безліч споруд у стилі «цегляної» еклектики та в «російському» стилі.
При створенні своїх проєктів як приватних будівель, так і міських будівель Микола Дорошенко віддавав перевагу «академічним стилям» — формам і мотивам ренесансу, класицизму та бароко. Його робота була гідно оцінена — усі вцілілі до кінця століття будови Миколи Дорошенка внесено до списку пам'яток архітектури Ростова.
Активну творчу діяльність архітектора перервала передчасна смерть наприкінці грудня 1898 року на 42-му році життя. Похоронні витрати Міська Дума вирішила здійснити за рахунок міського бюджета.
Після смерті Миколи Дорошенка на початку січня 1899 року, його вдова Ганна Олексіївна подала до Міської Думи клопотання з проханням про виплату, винагороди за роботу чоловіка. У засіданні Думи, зібраному спеціально для розгляду цього прохання брали участь гласні В. К. Севастьянов, П. Ф. Горбачов, С. А. Богуславський та інші, які добре знали архітектора з його чотирнадцятирічної роботі для міста. На їхню вимогу фінансова комісія ухвалила:

«Видати вдові покійного міського архітектора М. О. Дорошенка Ганні Олексіївні матеріальну допомогу в сумі 1800 рублів. Призначити до видачі їй щорічного, починаючи з 1899 року допомоги у сумі 450 рублів на виховання синів покійного Олексія та Бориса… на якийсь час до настання громадянського повноліття».

## Проєкти та споруди
- Будинок Врангеля — Ростов-на-Дону, пров. Газетний, 8.
- Особняк Петрова — Ростов-на-Дону, вул. Пушкінська, 115.
- Особняк Великанової — Ростов-на-Дону, вул. Серафимовича, 15.
- Скорбященська церква (знесена) — Ростов-на-Дону.
- Будинок Маргарити Чернової — Ростов-на-Дону, кут вул. Великої Садової та Халтуринського провулка[4] :

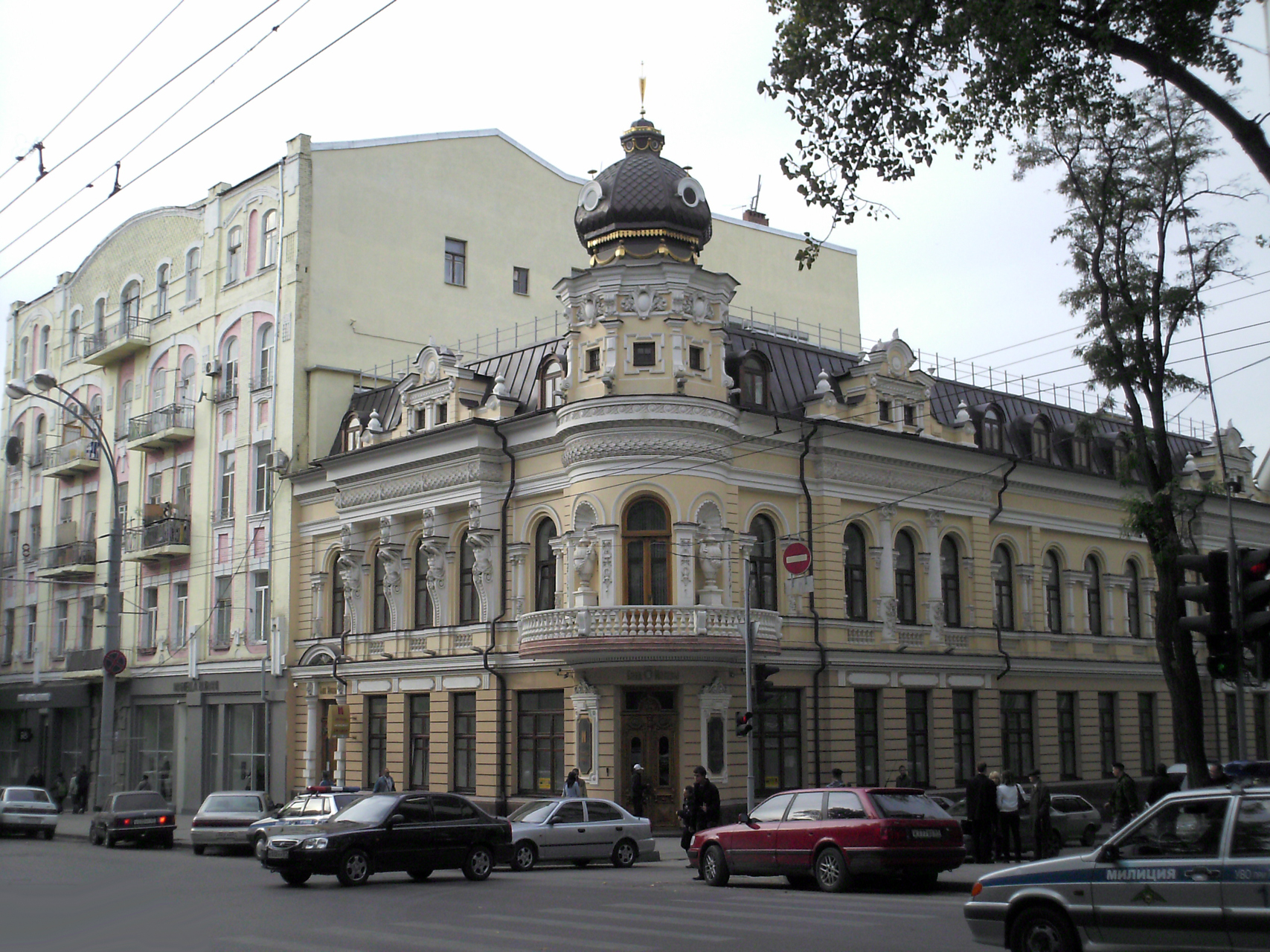
Особняк Чернової
Пам'ятна дошка на будинкуПам'ятна дошка на будинку